# Term Rydberga
Term Rydberga – w mechanice kwantowej, rodzaj termu, w którym występuje przejście rydbergowskie. Nazwa pochodzi od nazwiska szwedzkiego fizyka Johannesa Rydberga.
Przejście rydbergowskie następuje w przypadku, gdy wzbudzeniu elektronowemu ulega elektron, który przeskakuje z całkowicie zapełnionego orbitalu, na orbital o wyższej głównej liczbie kwantowej {\displaystyle n,} niż inne zapełnione orbitale w stanie podstawowym. Tego rodzaju termy mogą sięgać wysokich wartości liczb {\displaystyle n,} a ich granicę stanowi jonizacja, czyli całkowite oderwanie elektronu od atomu.
Energia termów rydbergowskich jest określona wzorem:
{\displaystyle E_{n}=A-{\frac {R_{\infty }}{(n-\delta )^{2}}},}
gdzie:
{\displaystyle R_{\infty }} – to stała Rydberga,
{\displaystyle A} – jest energią jonizacji,
{\displaystyle n} – główna liczba kwantowa,
{\displaystyle \delta } – poprawka na defekt kwantowy.
Przejścia rydbergowskie dają w widmie podobne serie, jak w przypadku widm atomowych.